# Cerhovice
Cerhovice är en köping i Tjeckien.   Den ligger i regionen Mellersta Böhmen, i den centrala delen av landet, 50 km sydväst om huvudstaden Prag. Cerhovice ligger 408 meter över havet och antalet invånare är 945.
Terrängen runt Cerhovice är varierad.  Trakten runt Cerhovice är nära nog obefolkad, med mindre än två invånare per kvadratkilometer. Närmaste större samhälle är Hořovice, 5,1 km öster om Cerhovice. I omgivningarna runt Cerhovice växer i huvudsak blandskog.